# マシュー・ウィリアムズ
マシュー・ジャラード・ウィリアムズ（Matthew Jarrad Williams, 1987年2月28日 - ）は、オーストラリア連邦カムデン・カウンシル出身のプロ野球選手。現在は、ABLのアデレード・バイトに所属している。

## 経歴
2004年1月25日にミネソタ・ツインズと契約を結んだ。
2009年開幕前の3月に開催された第2回WBCオーストラリア代表に選出された。
2013年開幕前の3月に開催された第3回WBCオーストラリア代表に選出され、2大会連続2度目の選出を果たした。
2016年1月28日に第4回WBC予選のオーストラリア代表に選出された。同大会でオーストラリアは本戦出場を決めている。
2017年2月9日に第4回WBC本戦のオーストラリア代表に選出された。

## 詳細情報

### 代表歴
- 2009 ワールド・ベースボール・クラシック・オーストラリア代表
- 2013 ワールド・ベースボール・クラシック・オーストラリア代表
- 2017 ワールド・ベースボール・クラシック予選 オーストラリア代表
- 2017年の野球オーストラリア代表による韓国遠征
- 2017 ワールド・ベースボール・クラシック・オーストラリア代表